# Aripi de foc
Aripi de foc este un film românesc din 2011 regizat de Tedy Necula.